# Хеян шодан
Хеян шодан (Heian shodan) е ката в карате стила Шотокан (Shotokan). Това е първата ката която се изучава от начинаещите каратисти. Тя е от групата кати Хеян.
Тази ката е съставена от основните стойки, удари и блокове. При изучаването ѝ се набляга над правилното изпълнение и усъвършенстването на използваните 2 базови стойки, 2 удара и 3 блока. Тази ката е в основата на всичко и правилното ѝ изпълнение е много важно. За научаването на катата също се изучават основните придвижвания на краката от стойка в стойка, както на ръцете от блок в блок, от удар в блок и от блок в удар.